# Lara Aylin Winkler
Lara Aylin Winkler (* 1999 in Berlin) ist eine deutsche Schauspielerin.

## Leben
Lara Aylin Winkler erhielt 2018 Schauspielunterricht bei Jens Roth und war in diesem Jahr in einer Episodenrolle in der Amazon Prime-Video-Serie Der Lack ist ab und im Sat.1-Fernsehfilm Kinderüberraschung als Tessa zu sehen.
Im Kinofilm Rate Your Date (2019) verkörperte sie die Rolle der Milla, in der Filmbiographie Nur eine Frau von Sherry Hormann mit Almila Bagriacik spielte sie die Rolle der Evin. Außerdem hatte sie 2019 eine Episodenrolle in der Folge Das is’n Date und keine Prüfung der RTL-Serie Der Lehrer.
2020 war sie in der Folge Mission Zukunft der ARD-Fernsehfilmreihe Die Drei von der Müllabfuhr als Selma Ercan zu sehen. In der vierteiligen Fernsehserie Deutscher von ZDFneo spielte sie die Rolle der Cansu Oktay, neben Paul Sundheim als ihrem Freund David. An der Seite von Hilmi Sözer als Yus übernahm sie in der Filmkomödie Es ist zu deinem Besten (2020) die Rolle von dessen Filmtochter Sophie.

## Filmografie (Auswahl)
- 2018: Der Lack ist ab – 5x02 Kondom (Fernsehserie)
- 2018: Letzte Spur Berlin – Lebensretterin (Fernsehserie)
- 2018: Kinderüberraschung (Fernsehfilm)
- 2019: Rate Your Date (Kinofilm)
- 2019: Der Lehrer – Das is’n Date und keine Prüfung (Fernsehserie)
- 2019: Nur eine Frau (Kinofilm)
- 2020: Die Drei von der Müllabfuhr – Mission Zukunft (Fernsehreihe)
- 2020: Deutscher (Fernsehserie)
- 2020: Es ist zu deinem Besten (Kinofilm)
- 2021: SOKO Stuttgart: Falsche Tour (Fernsehserie)
- 2021: Eine riskante Entscheidung (Fernsehfilm)
- 2022: In aller Freundschaft – Die jungen Ärzte: Versöhnung (Fernsehserie)
- 2022: In aller Freundschaft: Vergangenheit und Zukunft (Fernsehserie)
- 2023: SOKO Leipzig: Ohnmächtig (Fernsehserie)